# Xavier Corberó
Xavier Corberó i Olivella (Barcelona, 1935-Esplugas de Llobregat, 24 de abril de 2017) fue un escultor español.

## Biografía
Estudió en la Escuela Massana de Barcelona y en la Central School of Arts and Crafts de Londres. Trabajó en la Fundición Medici de Lausana, donde vivió un período clave de su formación. Estuvo influido por Pablo Gargallo y Henry Moore. De 1966 a 1968 editó series de aguafuertes y litografías, y ha diseñado joyas.

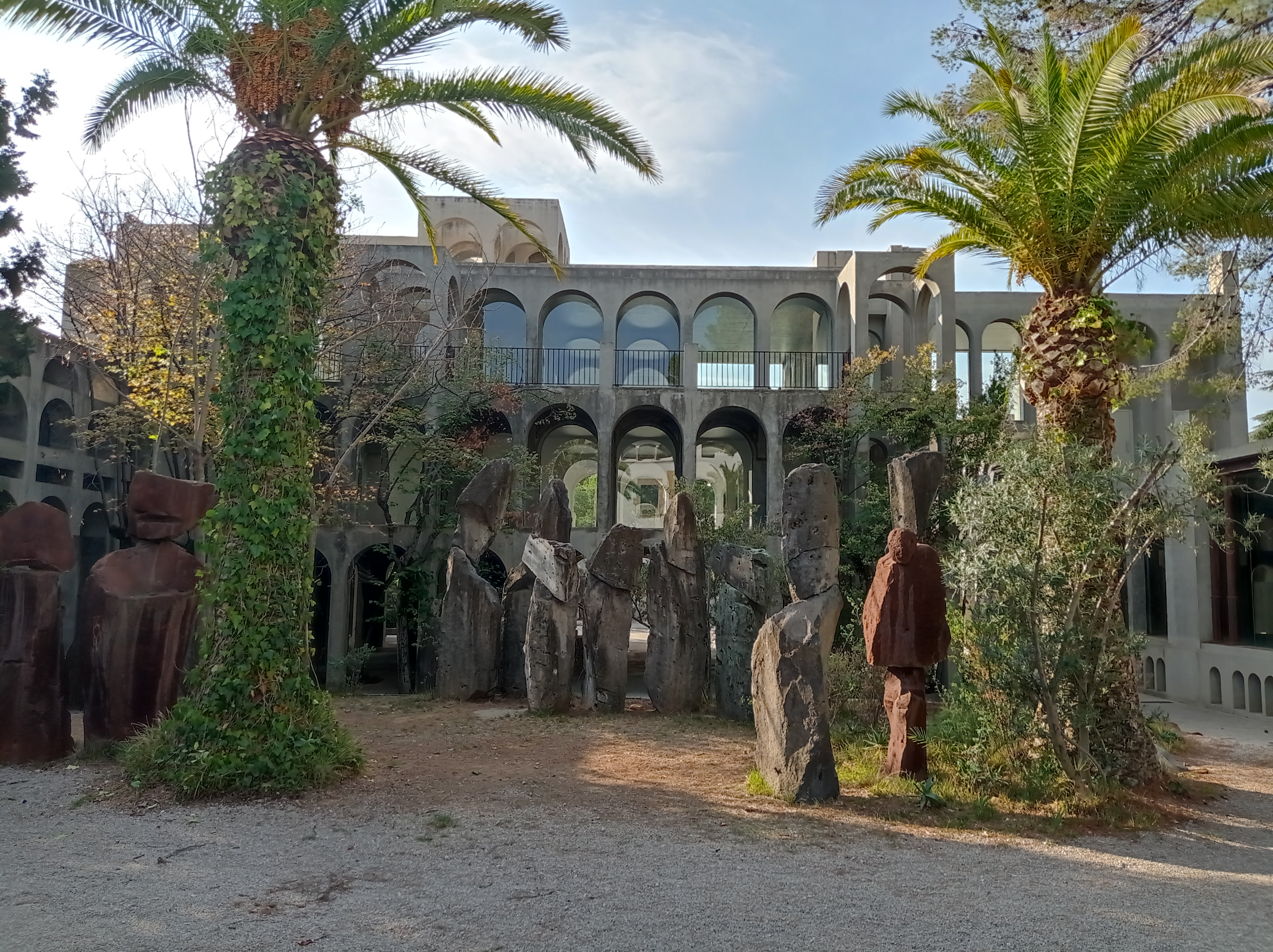
Espai XC, la que fue casa y taller de Corberó en Esplugas de Llobregat, actualmente de propiedad municipal y destinado a espacio expositivo

Participó en la Bienal Hispanoamericana de 1955 y en Salones de mayo de Barcelona, donde obtuvo los premios Manolo Hugué (1960) y Ramon Rogent (1961). En 1963 hizo su primera exposición individual en Múnich, donde recibió la medalla de oro del estado de Baviera. Ha expuesto en diversos países europeos, Nueva York y Japón, y tiene obras suyas en el MOMA de Nueva York, el Stedelijk Museum de Ámsterdam y el Victoria and Albert Museum de Londres. Residía alternativamente en París, Barcelona y Nueva York, y ha creado en Esplugas de Llobregat un complejo de casas antiguas destinadas a servir de residencia a artistas que visiten Barcelona. 
Jugó un destacado papel como asesor del Ayuntamiento de Barcelona en la selección de obras de autores de prestigio internacional para colocar en calles y plazas de la ciudad de cara a los Juegos Olímpicos de Barcelona 1992. Asimismo, fue el escogido para diseñar las medallas olímpicas. El mismo 1992 recibió la Cruz de San Jorge de la Generalidad de Cataluña.
La noche del lunes 24 de abril de 2017, Corberó falleció a los 81 años en la localidad de Esplugas de Llobregat.